# Josephine (nummer)
"Josephine" is een nummer van de Britse muzikant Chris Rea. Het nummer verscheen op zijn album Shamrock Diaries uit 1985. Op 12 juni van dat jaar werd het nummer uitgebracht als de tweede single van het album.

## Achtergrond
"Josephine" is geschreven door Rea zelf en geproduceerd door Rea, David Richards en Jon Kelly. Rea schreef het nummer voor zijn gelijknamige dochter; in 1993 zou hij hetzelfde doen voor zijn jongste dochter Julia. Rea beschouwt het als een bluesnummer, en heeft gezegd dat "het ritme voor dat nummer moet klinken als de Yellowjackets of Weather Report, en ik vind de groove geweldig." Gedurende de jaren '80 van de twintigste eeuw was het nummer populair binnen de Balearic beat.
Rea heeft "Josephine" minimaal zeven keer opgenomen. De oorspronkelijke albumversie zoals deze verscheen op Shamrock Diaries kwam in 1998 ook uit op het Franse compilatiealbum The Best of Chris Rea. De singleversie uit 1985 kent meer een rockgevoel en werd in 2001 opnieuw uitgebracht op het compilatiealbum The Very Best of Chris Rea; de videoclip van het nummer gebruikt deze versie, maar het begin duurt ongeveer twintig seconden langer. In 1987 werd een meer als disco klinkende uitvoering uitgebracht als single in een aantal Europese landen; deze versie werd de "Franse heropname" genoemd. Een bewerking van deze versie is te vinden op heruitgaven van Shamrock Diaries ter vervanging van de oorspronkelijke versie. Een heropname uit 1988 verscheen op het compilatiealbum New Light Through Old Windows en in 1994 opnieuw op het compilatiealbum The Best of Chris Rea, welke uitgroeide tot de bekendste versie van het nummer. Een snellere heropname werd uitgebracht op de Amerikaanse versie van de eerste compilatie. Tot slot nam Rea het nummer in 2008 opnieuw op voor het Duitse compilatiealbum Fool (If You Think It's Over) - The Definitive Greatest Hits.

## Hitsucces
De oorspronkelijke single-uitgave van "Josephine" uit 1985 bereikte een aantal Europese hitlijsten. In thuisland het Verenigd Koninkrijk werd slechts de 67e positie in de UK Singles Chart bereikt, terwijl in Frankrijk en Duitsland respectievelijk de zevende en 31e positie werd behaald.
In Nederland was de plaat op maandag 27 mei 1985 de 273e AVRO's Radio en TV-Tip op Hilversum 3 en werd een gigantische hit in de destijds drie landelijke hitlijsten op de nationale publieke popzender. De plaat bereikte de 3e positie in zowel de Nederlandse Top 40 als de TROS Top 50 en de 8e positie in de Nationale Hitparade. In de Europese hitlijst op Hilversum 3, de TROS Europarade, werd de 29e positie bereikt.
In België bereikte de plaat de 13e positie in de voorloper van de Vlaamse Ultratop 50 en de 17e positie in de Vlaamse Radio 2 Top 30. In Wallonië werd géén notering behaald.

## Promotie
Ook playbackte Rea het nummer in de op maandag 27 mei 1985 op Nederland 1 uitgezonden aflevering van AVRO's Toppop. Dit was de afscheidsaflevering van Ad Visser, die ter afscheid een aantal cadeaus kreeg aangeboden terwijl hij bedekt werd onder de confetti. Rea, die te midden van de festiviteiten het nummer moest spelen, was hiervan niet op de hoogte gesteld en was dan ook zichtbaar geërgerd. Desondanks werd zijn single in Nederland het meest succesvol.

## Hitnoteringen

### Nederlandse Top 40
| Hitnotering: 22-06-1985 t/m 14-09-1985 | Hitnotering: 22-06-1985 t/m 14-09-1985 | Hitnotering: 22-06-1985 t/m 14-09-1985 | Hitnotering: 22-06-1985 t/m 14-09-1985 | Hitnotering: 22-06-1985 t/m 14-09-1985 | Hitnotering: 22-06-1985 t/m 14-09-1985 | Hitnotering: 22-06-1985 t/m 14-09-1985 | Hitnotering: 22-06-1985 t/m 14-09-1985 | Hitnotering: 22-06-1985 t/m 14-09-1985 | Hitnotering: 22-06-1985 t/m 14-09-1985 | Hitnotering: 22-06-1985 t/m 14-09-1985 | Hitnotering: 22-06-1985 t/m 14-09-1985 | Hitnotering: 22-06-1985 t/m 14-09-1985 | Hitnotering: 22-06-1985 t/m 14-09-1985 | Hitnotering: 22-06-1985 t/m 14-09-1985 |
| Week                                   | 1                                      | 2                                      | 3                                      | 4                                      | 5                                      | 6                                      | 7                                      | 8                                      | 9                                      | 10                                     | 11                                     | 12                                     | 13                                     |                                        |
| -------------------------------------- | -------------------------------------- | -------------------------------------- | -------------------------------------- | -------------------------------------- | -------------------------------------- | -------------------------------------- | -------------------------------------- | -------------------------------------- | -------------------------------------- | -------------------------------------- | -------------------------------------- | -------------------------------------- | -------------------------------------- | -------------------------------------- |
| Nummer                                 | 40                                     | 30                                     | 20                                     | 17                                     | 11                                     | 8                                      | 7                                      | 4                                      | 3                                      | 6                                      | 11                                     | 15                                     | 23                                     | uit                                    |

### Nationale Hitparade
| Hitnotering: 22-06-1985 t/m 28-09-1985 | Hitnotering: 22-06-1985 t/m 28-09-1985 | Hitnotering: 22-06-1985 t/m 28-09-1985 | Hitnotering: 22-06-1985 t/m 28-09-1985 | Hitnotering: 22-06-1985 t/m 28-09-1985 | Hitnotering: 22-06-1985 t/m 28-09-1985 | Hitnotering: 22-06-1985 t/m 28-09-1985 | Hitnotering: 22-06-1985 t/m 28-09-1985 | Hitnotering: 22-06-1985 t/m 28-09-1985 | Hitnotering: 22-06-1985 t/m 28-09-1985 | Hitnotering: 22-06-1985 t/m 28-09-1985 | Hitnotering: 22-06-1985 t/m 28-09-1985 | Hitnotering: 22-06-1985 t/m 28-09-1985 | Hitnotering: 22-06-1985 t/m 28-09-1985 | Hitnotering: 22-06-1985 t/m 28-09-1985 | Hitnotering: 22-06-1985 t/m 28-09-1985 | Hitnotering: 22-06-1985 t/m 28-09-1985 |
| Week                                   | 1                                      | 2                                      | 3                                      | 4                                      | 5                                      | 6                                      | 7                                      | 8                                      | 9                                      | 10                                     | 11                                     | 12                                     | 13                                     | 14                                     | 15                                     |                                        |
| -------------------------------------- | -------------------------------------- | -------------------------------------- | -------------------------------------- | -------------------------------------- | -------------------------------------- | -------------------------------------- | -------------------------------------- | -------------------------------------- | -------------------------------------- | -------------------------------------- | -------------------------------------- | -------------------------------------- | -------------------------------------- | -------------------------------------- | -------------------------------------- | -------------------------------------- |
| Nummer                                 | 24                                     | 17                                     | 9                                      | 8                                      | 10                                     | 14                                     | 11                                     | 12                                     | 12                                     | 14                                     | 16                                     | 21                                     | 29                                     | 45                                     | 50                                     | uit                                    |

### TROS Top 50
Hitnotering: 04-07-1985 t/m 12-09-1985. Hoogste notering: #3 (1 week).

### TROS Europarade
Hitnotering: 08-08-1985 t/m 22-08-1985. Hoogste notering: #29 (2 weken).

### NPO Radio 2 Top 2000
| Nummer met noteringen in de NPO Radio 2 Top 2000 | '99 | '00 | '01 | '02 | '03 | '04 | '05 | '06 | '07 | '08 | '09 | '10 | '11 | '12  | '13 | '14  | '15  | '16  | '17  | '18  | '19  | '20  | '21  | '22  | '23  | '24  |
| ------------------------------------------------ | --- | --- | --- | --- | --- | --- | --- | --- | --- | --- | --- | --- | --- | ---- | --- | ---- | ---- | ---- | ---- | ---- | ---- | ---- | ---- | ---- | ---- | ---- |
| Josephine                                        | 561 | 612 | 387 | 308 | 542 | 500 | 529 | 585 | 546 | 522 | 626 | 621 | 708 | 1082 | 919 | 1093 | 1011 | 1156 | 1147 | 1505 | 1386 | 1627 | 1817 | 1584 | 1666 | 1728 |

1. ↑  Een vetgedrukt getal geeft de hoogste notering aan.